# 卡羅爾達維拉醫藥大學
44°26′4.63″N 26°4′10.59″E / 44.4346194°N 26.0696083°E
卡羅爾達維拉醫藥大學（羅馬尼亞語：Universitatea de Medicină și Farmacie „Carol Davila”），又稱布加勒斯特醫藥大學，簡稱UMFCD，是羅馬尼亞布加勒斯特的一所公共衛生科學大學。它是羅馬尼亞同類機構中最大和最古老的機構之一。該大學使用布加勒斯特各地20多家臨床醫院的設施。
卡羅爾達維拉大學被教育部列為「先進的研究和教育大學」。該機構於1869年作為布加勒斯特大學的一部分創建，被認為是羅馬尼亞和東歐同類機構中最負盛名的機構之一。

## 外部連結
- Official site （页面存档备份，存于）